# 平敏孝
平 敏孝（たいら としたか、1893年（明治26年）9月 - 1969年（昭和44年）11月25日）は、大正後期から昭和前期の内務・警察官僚。官選県知事。

## 経歴
鹿児島県出身。平義光の三男として生まれた。鹿児島県立第二鹿児島中学校（現鹿児島県立甲南高等学校）を経て第一高等学校を卒業。1917年（大正6年）10月、文官高等試験行政科試験に合格。1918年（大正7年）東京帝国大学法科大学法律学科（英法）を卒業。逓信省に入省し管船局属となる。その後、内務省に転じた。
1919年（大正8年）警視庁警視となる。以後、警視庁保安部保安課長、谷中警察署長、外神田警察署長、群馬県内務部地方課長、同学務課長、帝都復興院及び復興局経理部倉庫課長兼購買課長、岡山県学務部長、千葉県学務部長などを歴任。1930年（昭和5年）欧米各国へ出張。1931年6月、山梨県書記官・警察部長に就任。以後、千葉県書記官・警察部長、奈良県書記官・内務部長、福岡県書記官・総務部長を歴任。
1936年（昭和11年）9月24日、滋賀県知事に就任。県庁舎の改築を推進し、戦時下の緊縮財政を実施した。1940年（昭和15年）4月9日、長崎県知事に転任。戦時緊縮財政を継続した。1942年（昭和17年）6月15日、依願免本官となり退官した。
戦後、公職追放となった。

## 栄典
- 1930年（昭和5年）12月5日 - 帝都復興記念章[8]
- 1940年（昭和15年）8月15日 - 紀元二千六百年祝典記念章[9]